# Банк (посёлок)
Банк (азерб. Bankə) — посёлок городского типа в Нефтечалинском районе Азербайджана. Расположен на реке Кура в 15 км от железнодорожной станции Нефтечала (на линии Сальяны — Нефтечала).
Статус посёлка городского типа с 1935 года.

## Население
| 1959 | 1970  | 1979  | 1989  | 2011  | 2020  |
| ---- | ----- | ----- | ----- | ----- | ----- |
| 7260 | ↘6198 | ↗6398 | ↘6003 | ↗7300 | ↗7911 |

На 1 января 2022 года в посёлке проживает 7 918 чел.

## Экономика
В период СССР Банке размещались рыбная фабрика, которая в то время была одной из крупнейших в СССР, и осетровый завод.
Завод в настоящее время бездействует. 
Население занимается сельским хозяйством, животноводством и рыболовством.

## Инфраструктура
В 2023 году создана централизованная сеть водоснабжения протяженностью 39 км.